# الجلجال

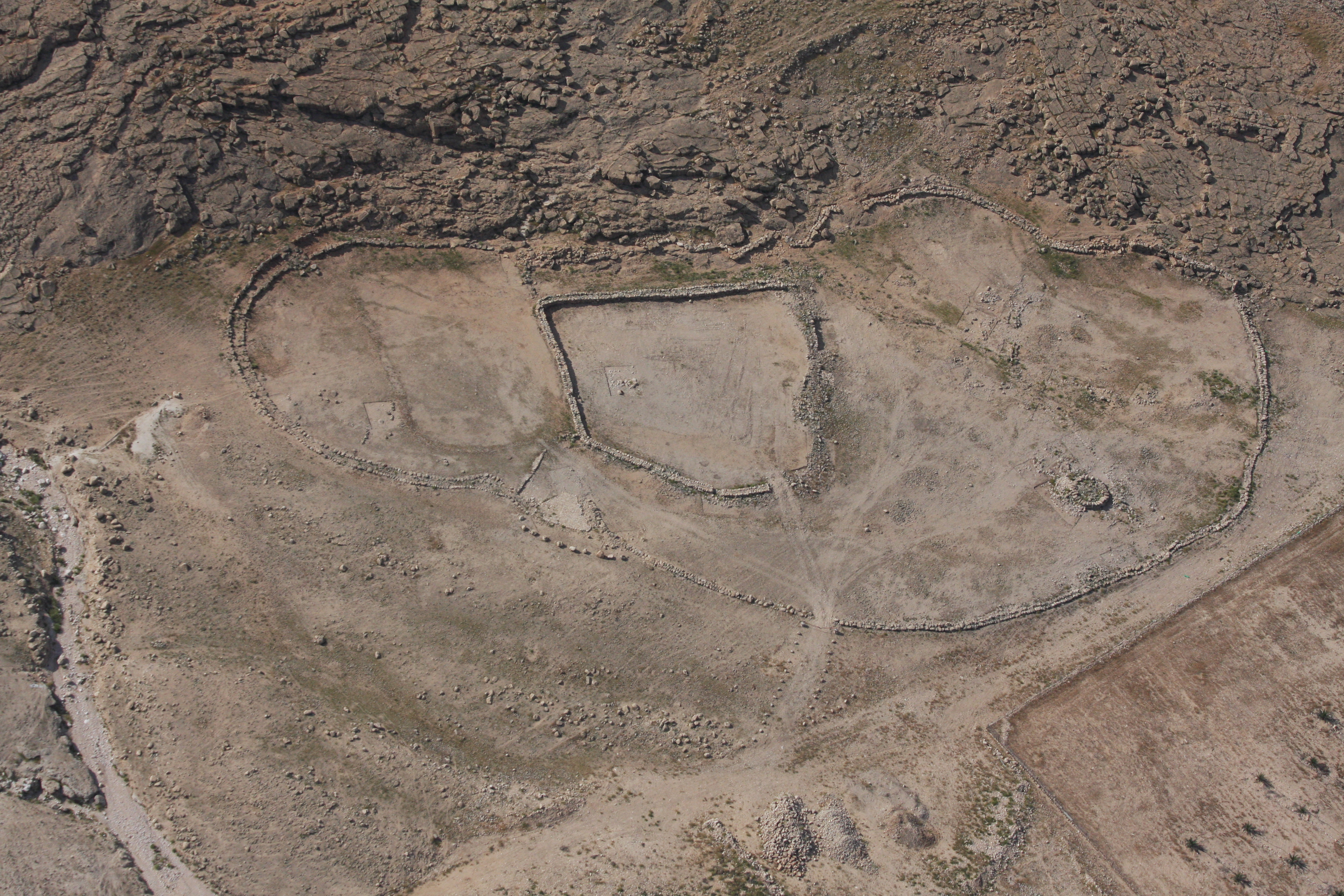
الجلجال أرجمان بالقرب أرجمان في وادي الأردن، تم اكتشافه بواسطة آدم زيرتال

الجلجال (بالعبرية: גִּלְגָּל) هو اسم مكان (أو عدد من الأمكنة) ورد ذكره في الكتاب المقدس العبري والعهد القديم، ذكر الجلجال 39 مرة في سفر يشوع كمكان خيّم فيه بنو إسرائيل بعد عبورهم نهر الأردن. الكلمة العبرية «جلجال» معناها «دائرة الأحجار». كما ذُكرت كلمة الجلجال على خارطة مادبا باللغة اليونانية العامية المختلطة.

## الموقع
تقع على بعد 20 كم شمال أريحا في غور الأردن، تبلغ مساحته 1000 م2، وينخفض 240م تحت مستوى سطح البحر. مناخه صحراوي جاف، أول من نقّب في الموقع نوي (Noy) وسميث (Smith) (البزور 2003: 39). تم التعرف على اثني عشر مسكناً مستديراً وبيضوياً، وعلى جدران من الحجر (كوفان 1984: 46).
تم تقسيم الموقع إلى أربعة مناطق هي:
أ‌.G1: يتكون من تلال صخرية.
ب‌.G2: يتكون من هضبة صغيرة.
ج‌.G3: تمثل هضبة كبيرة ترتبط جزئياً مع G1.
د‌.G4: تمثل هضبة كبيرة.
تركزت الحفريات في المنطقة G1 والتي كشفت عن مباني دائرية وبيضوية جدرانها من الحجارة الصغيرة، تراوح قطر تلك المباني بين 3- 6م. بلغ مجموع المباني المكتشفة نحو 20 مبنى ذات أشكال دائرية وبيضوية وهي مبنية تحت سطح الأرض.
المبنى رقم 10: دائري الشكل قطره حوالي 5م، وله مدخل في جداره الجنوبي أما الأرضية فكانت من الملاط الأبيض.
المبنى رقم 11: دائري الشكل له مدخل في الجدار الشرقي، كانت الجدران مغطاة بالملاط الطيني الرمادي باستثناء الجدار الشرقي كان باللون البرتقالي، أما الأرضية فكانت من طبقتين الطبقة السفلى مكونة من حصى صغيرة، والطبقة العليا غطيت بطبقة من الملاط الأبيض، ويعتقد بأنّ السقف حمل على أعمدة خشبية؛ إذ عثر في مركز البيت على حفرتين بعمق 30 سم، وتعتقد (Noy) أنّ هذا المبنى استخدم لخزن الحبوب فقد عثر بداخله على الشوفان والشعير، وعثر على أربعة دمى صغيرة إحداها أخذت شكل الطير (البزور 2003: 39-41).